# James Whitley Deans Dundas
James Whitley Deans Dundas (1785. december 4. – Weymouth, Dorset, 1862. október 3.) angol tengernagy.

## Élete
Dr. James Deans és Janet Dundas fiaként született. 1799. december 4-én belépett a Brit Királyi Haditengerészetbe, részt vett a Hollandia ellen intézett expedicióban, továbbá 1800-ban Alexandria körülzárolásában, Stralsund védelmében és 1807-ben Koppenhága bombáztatásában. Ezután még néhány évig a Keleti-tengeren, 1815-től 1819-ig pedig a Földközi-tengeren állomásozó hajóhadon szolgált. 1841-ben ellentengernaggyá és a tengerészeti főhivatal (Admiralty) lordjává nevezték ki. Azután tagja lett az alsóháznak, 1851 végén pedig az angol földközi-tengeri hajóhadnak főparancsnoka lett. 1852 decemberében altengernaggyá léptették elő. Midőn pedig az oroszok a dunai fejedelemségekbe vonultak, Dundas Konstantinápoly védelmére a Bezika-öbölben vetett horgonyt, ahonnan a török flottának Szinope mellett történt megsemmisítése után, 1854 elején, a Fekete-tengerbe nyomult, ahol Hamelin francia tengernaggyal együtt a szövetségesek hajóhadát vezényelte és április 22-én Odesszát bombáztatta. Miután a kikötés alkalmával és Szevasztopol előtt tanusított magatartása miatt a parlamentben és sajtóban többször megtámadták, a parancsnokságról 1854 december havában lemondott és Angliába tért vissza. Később még a kék és fehér zászló admirálisa is lett.